# Шестдневна война
Арабско-израелската война от 1967 г., известна още като Шестдневна война и Юнска война, се води между Израел и арабските му съседи Египет, Йордания и Сирия.
Шестдневната война трае от 5 юни до 10 юни 1967 г.

## Предистория на конфликта
От израелска гледна точка тя е предпазна военна кампания, целяща преустановяване на натиска на съседните арабски държави върху Израел и предпазване на еврейската държава от унищожаване.
Отношенията между Израел и съседите ѝ така и не се нормализират след Арабско-израелската война от 1948 г. През 1956 г. Израел нахлува в египетската част на Синай, като една от целите е отварянето на Тиранския проток, който е блокиран от Египет от 1950 г. Впоследствие Израел е принуден да се оттегли, но печели гаранция, че Тиранският проток ще остане отворен. Въпреки че на границата се разполагат международни войски, така и не се стига до договор за демилитаризация.

## Противоречия и нападение на Израел
В периода до юни 1967 г. напрежението става опасно високо. Израел повтаря позицията си от 1956 г., че затварянето на Тиранския проток за израелския флот би станало casus belli и в края на май Насер обявява, че протокът ще бъде затворен за израелски водни съдове. След това Израел мобилизира войски по границата с Египет и на 5 юни Израел нанася това, което определя като изпреварващи въздушни удари по египетски летища. Аргументи и контрааргументи, свързани с тази серия от събития, са само едни от ред противоречия, свързани с конфликта.
Египтяните са изненадани и почти целите ВВС на Египет са унищожени с малко израелски загуби, което дава въздушно превъзходство на израелците. По същото време Израел започва наземна офанзива в ивицата Газа и Синай, което пак изненадва Египет. След известна първоначална съпротива, египетският лидер Насер нарежда евакуация на Синай. Израелските войски настъпват на запад, гонейки египтяните, което им нанася тежки загуби, и завладяват Синай.
Насер убеждава Сирия и Йордания да започнат атака над Израел, използвайки първоначалното объркване и твърдейки, че Египет е надделял над израелските ВВС. Израелските контраатаки водят до превземането на Източен Йерусалим и Западния бряг от Йордания, докато отговорът на Израел срещу Сирия води до окупирането на Голанските възвишения.

## Примирие
На 11 юни е подписано примирие. Арабските загуби са много по-тежки от тези на Израел: по-малко от хиляда израелци са убити, докато загиналите араби наброяват над 15 000 души. Военният успех на Израел се приписва на елемента на изненада, иновативен и добре изпълнен боен план, и слабото ръководство на арабските сили. Израел поема контрол над ивицата Газа и Синайския полуостров от Египет, Западния бряг и Източен Йерусалим от Йордания и Голанските възвишения от Сирия. Израелският морал и международен престиж се увеличават многократно след края на войната и израелските територии се утрояват. Все пак, скоростта и леснотата на израелската победа водят до прекалена самоувереност сред Израелските отбранителни сили, което допринася за първоначалния арабски успех в последвалата война от Йом Кипур (1973 г.). Преместването на цивилно население в резултат на войната има дълготрайни последици, тъй като 300 000 палестинци напускат Западния бряг и около 100 000 сирийци напускат Голанските възвишения, ставайки бежанци. Сред арабския свят еврейските малцинства са изпъдени и бежанци тръгват към Израел и Европа.
Войната е разработена стратегически и инициирана от генерал Моше Даян – тогавашен израелски министър на отбраната. Сред причините за Израел са „натискът“ на Египет върху мироопазващия корпус на ООН (разположен след Синайската кампания от 1956 г.), египетската военноморска блокада (затворила залива Акаба за израелски кораби), съсредоточаването на арабски армии по израелските граници през май 1967 г.
Войната е блестящ военен успех за Израел.
- Атаките срещу летищата в Египет, Сирия, Ирак и Йордания на практика унищожават арабските военновъздушни сили на 5 юни, като израелската авиация достига чак до Луксор и Ран Банас.
- Египетските танкови сили са разгромени в Синайския полуостров, а на 7 юни нападателите достигат и Суецкия канал.
- Целият западен бряг на р. Йордан е окупиран за ден – също на 7 юни.
- Израелската армия овладява Голанските възвишения, завземат гр. Кунейтра и проникват на повече от 40 км навътре в Сирия.

## Резултати от войната
- Поражението на Египет отслабва позициите на президента Гамал Абдел Насър.
- Израел отваря отново залива Акаба.
- Израел премахва непосредствената опасност от съгласуваната арабска кампания по всички фронтове.
- Още 600 000 араби се озовават под израелска власт в окупираните нови територии: ивица Газа, полуостров Синай, Западен бряг (на р. Йордан), Голански възвишения.

Последиците от войната пряко повлияват на днешната геополитическа ситуация на региона. Дипломатически отношения между страните във войната се установяват едва през 1991 г.